# هاري هوديني
هاري هوديني (بالإنجليزية: Harry Houdini) (24 مارس 1874 - 31 أكتوبر ، 1926) أستاذ في فن الوهم ، ممثل ومخرج أفلام هنغاري أمريكي. يعتبر من أكبر الأسماء في فن الإيحاء والتخلص من القيود، إكتسب شهرة عالمية، أدى هوديني أعمالاً إعلامية مذهلة ليثير اهتمام الجماهير . أصبح هوديني معروفًا بنقده الوسطاء الروحيين الذين يزعمون أن في استطاعتهم الإتصال بأرواح الموتى. وكان يعتقد أن الوسطاء يخدعون الجمهور، وكان يعيد عرض أعمالهم محاولاً أن يبين أنهم كانوا دجالين مخادعين. وأصبح هوديني نجمًا في عدة أفلام.

## نشأته
ولد هوديني في بودابست بالمجر من أسرة يهودية. وإنتقلت أسرته إلى أبلتن بولاية ويسكونسن بالولايات المتحدة الأمريكية وذلك عندما كان طفلاً، ثم زعم هوديني بعد ذلك أنه ولد في أبلتن. وكان اسمه الحقيقي إيريك وايس. وأخذ اسمه المسرحي من جين يوجين روبرت هودين الذي كان ساحرًا فرنسيًا مشهورًا في السنوات القريبة من القرن التاسع عشر الميلادي. وبعد ذلك جعل من هذا الاسم إسمًا شرعيًا له.

## مسيرته
بدأ هوديني مهنته بأداء حيل أوراق اللعب لكوتشينة في المتحف . وفي عام 1900م، بعد أن طور أعمال هروبه من المأزق، أصبح نجمًا يقدم عروضًا في كثير من مسارح القمة في جميع أرجاء العالم. وكان العرض الذي يقدمه هوديني يصور حيلاً سحرية ووضعًا وشروحًا لما كان يعد خداعًا روحيًا.
كان هوديني من النوع الذي لا يكل ولا يمل من الدعاية لنفسه وعمله على غرار بي. تي. بارنوم صاحب السيرك المشهور بإسمه، مع أنه لم يستخف بذكاء الجمهور. وتروي السيرة عرض الفرار الذي أقيم في العام 1902 في بلاكبورن بإنجلترا، حين رفض هوديني أن يستسلم على رغم استعمال الأغلال المحكمة التي جعلت فراره مستحيلاً. وبعد ساعتين استطاع هوديني الإفلات من السلاسل التي قيدته، وإستقبله الجمهور بالوقوف والتصفيق الحاد. ويروي الكتاب أنه في اليوم التالي كان ذراعا هوديني ممزوقتين ومتورمتين بشكل مخيف، لأن الأصفاد كانت مثبتة بشكل معقد فلم يكن أمام خيار سوى أن يمزق لحمه ليتخلص منها.
إستهزاء هوديني المتواصل من حركة الروحانيين التي كان من دعاتها الروائي أرثر كونان دويل مؤلف روايات شرلوك هولمز، أدى في النهاية إلى موته. وقد كانت الحركة تدعي أن أعضاءها يستطيعون الإتصال مع الموتى، فيما كان هوديني يصرعلى أنهم مشعوذون.
في مطلع القرن إنضم هوديني إلى زوجته ‘’قارئة الطالع المشهورة’’ في تقديم عرض مزيف قام فيه بدور الروحاني فيما لعبت هي دور الوسيط. ولكن هوديني إجتاز الخط إلى الجانب الآخر في النهاية وفضح الوسطاء الروحانيين الأدعياء مثلما كان يفضح السحرة الذين يقلدون عروض فراره.
نشرت زوجته الرسالة التي كتبها قبل وفاته والتي يقول فيها:
| هاري هوديني | "أنا لا أؤمن بتحضير الأرواح ولو كان تحضير الأرواح حقيقة لعاد هوديني إلى الحياة وهوديني العظيم لن يعود أبداً." | هاري هوديني |

## وصلات خارجية
- هاري هوديني على موقع IMDb (الإنجليزية)
- هاري هوديني على موقع الموسوعة البريطانية (الإنجليزية)
- هاري هوديني على موقع ألو سيني (الفرنسية)
- هاري هوديني على موقع ميوزك برينز (الإنجليزية)
- هاري هوديني على موقع أول موفي (الإنجليزية)
- هاري هوديني على موقع قاعدة بيانات برودواي على الإنترنت (الإنجليزية)
- هاري هوديني على موقع قاعدة بيانات برودواي على الإنترنت (الإنجليزية)
- هاري هوديني على موقع قاعدة بيانات الأفلام السويدية (السويدية)
- هاري هوديني على موقع إن إن دي بي (الإنجليزية)
- هاري هوديني على موقع قاعدة بيانات الفيلم (الإنجليزية)

- هوديني تريبيوت 400+ صور وفيديو وحتى مقاطع بصوت هوديني.
- هاري هوديني، حياته وفنه